# Хёльцки, Адриана
Адриана Хёльцки (нем. Adriana Hölszky, 30 июня 1953, Бухарест) — немецкий композитор румынского происхождения.

## Биография
Родилась в Румынии, в немецкой семье. Окончила музыкальную школу в Бухаресте (1969), в 1972 поступила в Бухарестскую консерваторию, по классу композиции училась у Штефана Никулеску. В 1976 вместе с семьей переехала в ФРГ. Продолжила учёбу в Высшей музыкальной школе Штутгарта под руководством Милко Келемена. Выступала как пианистка в составе Трио Липатти. В 1977—1978 участвовала в работе летней академии Моцартеума, в 1978—1984 — в летней школе новой музыки в Дармштадте. Занималась у Франко Донатони в Академии Киджи в Сиене (1990).
В 1992 вела семинары в Токио, Киото, Париже (IRCAM). В 1993 концерты её музыки прошли в Афинах, Фессалониках, Бостоне. В 1997—2000 преподавала композицию в Высшей школе музыкального и театрального искусства Ростока, с 2000 — профессор композиции в Моцартеуме (Зальцбург).

## Избранные сочинения
- 1974 Byzantinische Struktur для скрипки и фортепиано
- 1978—1988 Il était un jomme rouge для 12 голосов
- 1983 Decorum для чембало
- 1983 Space для четырёх оркестровых групп
- 1983 Nouns to Nouns для скрипки соло, на стихи э.э.каммингса
- 1987 immer schweigender для 8 смешанных хоровых групп, на стихи Г.Бенна
- 1987 Bremer Freiheit. Singwerk auf ein Frauenleben, опера, по одноименной пьесе Р. В. Фассбиндера
- 1988 Vampirabile для 5 женских голов и перкуссии на тексты Ингеборг Бахман, Готфрида Бенна, Георга Тракля и Карла Кролова
- 1990 Lichtflug для скрипки, флейты и оркестра
- 1991—1992 Miserere для аккордеона
- 1993—1995 Die Wände, опера по пьесе Жана Жене Ширмы
- 1995 Cargo для оркестра
- 1995 Arena для оркестра
- 1996—1997 Tragoedia — der unsichtbare Raum для ансамбля, магнитофонной ленты и живой электроники
- 1996 Mond und Wolke для аккордеона и виолончели
- 1997 Der Aufstieg der Titanic. opeRatte для 6 вокалистов, ударных и оркестра
- 1998—1999 High Way для аккордеона и 19 инструментов
- 2000 on the other side для 3 солистов и оркестра
- 2000 High Way for One для аккордеона
- 1999—2000 Giuseppe e Sylvia, опера
- 2004 Der gute Gott von Manhattan, опера по одноименной радиопьесе Ингеборг Бахман
- 2008 Гибрис/Ниоба, опера

## Педагогическая деятельность
Среди учеников Хёльцки - Ольга Нойвирт.

## Признание
Премия Штутгарта (1988), художественная премия Гейдельберга (1990), Баховская премия Гамбурга (2003) и другие награды. Член Художественной академии Берлина (2002).